# Vallan
Vallan é uma comuna francesa na região administrativa de Borgonha-Franco-Condado, no departamento de Yonne. Estende-se por uma área de 11,76 km². Em 2010 a comuna tinha 703 habitantes (densidade: 59,8 hab./km²).